# محافظة السليل
محافظة السُّلَيِّل هي محافظة سعودية تقع في جنوب نجد وتابعة إداريًا لمنطقة الرياض، عاصمتها الإدارية مدينة السليل، وتبعد عن العاصمة الرياض حوالي 575 كلم جنوباً، وبلغ عدد سكانها (35,271) نسمة حسب تعداد السعودية سنة 2022م، ويشكل المواطنون من تعدادها 26.6 ألف نسمة، ويقيم فيها 8.6 ألف من غير السعوديين.

## التسمية
تقع السليل على ملتقى عدة مساييل فيتخلل المدينة مجرى مسيلها الكبير باتجاه الجنوب، وتنبت العديد من الأشجار البرية في أطرافه، إلا أن أكثرها أشجار السلم (سليل السلم) وبسبب ذلك جاءت تسميتة السليل، وكان أبرز مقومات الاستيطان وفرة المياه وتوسط المكان وكثرة الأشجار وتنوعها، فاستوطن السابقون تلك المواقع واشتغلوا بالزراعة وشكلوا حاضرة من حواضر نجد المهمة.

## نطاق الاشراف الإداري
تعتبر السليل من ضمن محافظات جنوب الرياض وتُصنف إداريًا من الفئة (ب) ورمزها الموحد (0112)، ويقطعها من الشمال الشرقي إلى الجنوب الغربي الطريق السريع العاشر ويربطها مع الرياض، ويحدها من الشمال محافظة الافلاج ومن الجنوب منطقة نجران ومن الشرق المنطقة الشرقية.

### المراكز الإدارية والقرى التابعة لها
تضم المحافظة العديد من القرى والهجر، وتحتوي على 13 مركزًا إداريًا من الفئتين (أ) و (ب)، ولكل منها رمز مسجل في الدليل الموحد لرموز المناطق.
| المراكز الإدارية من فئة (أ)         | المراكز الإدارية من فئة (أ) | المراكز الإدارية من فئة (ب) | المراكز الإدارية من فئة (ب) |
| الاسم الرسمي للمركز الإداري         | الرمز                       | الاسم الرسمي للمركز الإداري | الرمز                       |
| ----------------------------------- | --------------------------- | --------------------------- | --------------------------- |
| مركز تمرة                           | 1364                        | مركز ريداء                  | 1368                        |
| مركز أم العلقاء                     | 1365                        | مركز خيران                  | 1369                        |
| مركز آل حنيش                        | 1366                        | مركز فوار العريقات          | 1370                        |
| مركز آل محمد                        | 1367                        | مركز آل هميل                | 1371                        |
| مركز الشيدية                        | 1374                        | مركز آل حجي                 | 1372                        |
|                                     |                             | مركز آل خليف                | 1373                        |
| مركز الدواسية                       | 1375                        |                             |                             |
| مركز الخالدية                       | 1376                        |                             |                             |
| المجموع: 5 مراكز إدارية             | المجموع: 5 مراكز إدارية     | المجموع: 8 مراكز إدارية     | المجموع: 8 مراكز إدارية     |
| المجموع: 13 مركز إداري من كل الفئات |                             |                             |                             |

## جغرافية المحافظة
السليل عبارة عن سهول جبلية شمال المنطقة أو سهول رملية صحراوية جنوب المنطقة وتكثر فيها الشعاب والمناطق الخلوية الجميلة. وتتميز بخصوبة الأراضي وعذوبة المياه ووفرتها.

## المواقع الأثرية
يوجد في السليل الكثير من الأماكن الأثرية، وأشهرها على الإطلاق قرية الفاو الأثرية: وتعد من أهم المواقع الأثرية بالمحافظة وتقع على الحافة الجنوبية للربع الخالي بالقرب من ملتقى جبل طويق مع منطقة وادي الدواسر، ويرجعها العلماء إلى ما قبل الإسلام، وتضم هذه القرية مجموعة من المقابر ولآثار المنحوتة، وهي قرية تاريخية تمثل جزاء عميقا من تاريخ المنطقة.
مقابر الاطواء: وهي منطقه مقابر أثرية لقوم سكنوا المحافظة يعرفون باسم (بني الأصفر) وتقع بحي الاطواء، ولم تنل هذه المقابر حقها من الدراسة والتحليل والتحقق إلى الآن.
عروق بني معارض: هي إحدى المحميات الطبيعية التي أنشأتها الهيئة الوطنية لحماية الحياة الفطرية وإنمائها، وتقع في الجزء الغربي من الربع الخالي وتبلغ مساحتها 11,980 كم مربع وهي تضم عددا من التشكيلات الأرضية المتنوعة والمواطن الفطرية الطبيعية الهامة حيث تظهر فيها الكثبان الرملية المرتفعة، وهضبة جيرية متقطعة جعلتها موانع طبيعة تحمى ما حوته من حيوانات وطيور وأشجار برية، يدعم تلك الموانع طاقم من الكوادر المزودين بالإمكانيات والأجهزه للإشراف على مكونات المحمية.

## المناطق الرعوية والغابات
تميزت محافظة السليل بأن حباها الله المياه الوفيرة والقريبة من السطح، مما ساعد على كثافة الأشجار المتنوعة وديمومة خضرتها، فتم إقرار جزء كبير من مساحتها مناطق غابات ومراعي رغبة في الحفاظ على الغطاء النباتي، وحفاظاً على البيئة وتنوعها الإحيائي، إلا أنه مع انتشار المشاريع الزراعية الضخمة واستزافها للمياه وكذلك الجفاف والتصحر الذي أصاب كثيرا من مناطق العالم، إضافة إلى الاحتطاب الجائر فقد تأثرت تلك المواقع كثيرا، إلا أنها تظل ذات قيمة بيئية هامة، ولا تزال تجذب المتنزهين من الأهالي خلال مواسم الأمطار والمواسم الربيعية. وتعد مقصدا لأصحاب الماشية من المناطق المجاورة.
ويمكن تقسيم مناطق المراعي إلى: مراعى الفرشة والحسي والفاو وتقع جنوب المحافظة
مراعي حمام ووادي الضبعيه وتقع شمال المحافظة
مراعي العصل ووادي الكمع بمركز خيران ومركز تمره وتقع غرب المحافظة
وهذه المناطق الثلاث مثبتة على خرائط جغرافية ولها إحداثيات وحدود ويشرف عليها فرع الزراعة.

## الأمراء والمحافظون
قبل عام 1379 بين عام 1370الى1375 تولى إمارة السليل الأمير/ محمد بن مبارك الزلال ال عبد الهادي الودعاني كمنصوب ومحافظ ثم تولى الإمارة كل من:
| #  | الاسم                      | من تاريخ (هجري) | حتى تاريخ (هجري) | فترة الخدمة             |
| -- | -------------------------- | --------------- | ---------------- | ----------------------- |
| 1  | حمد الكثيري                | 26/12/1379 هـ   | 1/10/1380 هـ     | 10 أِشهر تقريبا          |
| 2  | عبد الرحمن الشنيفي         | 1/10/1380 هـ    | 1/1/1391 هـ      | 10 سنوات                |
| 3  | زيد بن سعود الخثلان        | 1/1/1381 هـ     | 1/10/1383 هـ     | سنتين و8 أِشهر           |
| 4  | محمد بن علي بن دليم        | 1/10/1383 هـ    | 1/1/1386 هـ      | سنتين وشهرين تقريبا     |
| 5  | عبد الله بن علي العامري    | 10/2/1386 هـ    | 1/11/1386 هـ     | 9 أشهر تقريبا           |
| 6  | إبراهيم بن محمد المشاري    | 1/11/1386       | 14/8/1390 هـ     | 3 سنوات و10 أشهر تقريبا |
| 7  | سليمان البهلال             | 20/8/1390       | 1396 هـ          | 6 سنوات تقريبا          |
| 8  | عبد العزيز بن سحيم         | 1396 هـ         | 1400 هـ          | 4 سنوات تقريبا          |
| 9  | محمد بن عمر بن شعيل        | 1/4/1400        | 1/12/1409 هـ     | 10 سنوات و7 أشهر تقريبا |
| 10 | شاهر بن محمد الهامل        | 1410 هـ         | 8/1425 هـ        | 16سنة تقريبا            |
| 11 | منصور بن إبراهيم العرفج    | 8/1425 هـ       | 1/7/1428 هـ      | 3 سنوات تقريبا          |
| 12 | مساعد بن عبد الله الماضي   | 1/7/1428 هـ     | 28/9/1438 هـ     | 10 سنوات و3 أشهر تقريبا |
| 13 | سعد بن عبد الله الخريف     | 28/9/1438 هـ    | 1/3/1439 هـ      | 5 أشهر تقريبا           |
| 14 | عبد الله بن سلطان بن سفران | 1/3/1439 هـ     | 01/07/1441 هـ    | سنتين و4 أشهر تقريبا    |
| 15 | ثامر بن عبد الله الشتوي    | 1/7/1441 هـ     | حتى الآن         | ~                       |

## الجامعات والمراكز الأكاديمية
- جامعة الأمير سطام بن عبد العزيز - كلية العلوم والدراسات الإنسانية بالسليل - بنين

- جامعة الأمير سطام بن عبد العزيز - كلية العلوم والدراسات الإنسانية بالسليل - بنات
- المؤسسة العامة للتدريب التقني والمهني (الكلية التقنية) - بنين
- معهد رواد الغد للتدريب
- معهد بريق الإبداع للتدريب